# Rainer Maria Kiesow
Rainer Maria Kiesow (* 1963 in Frankfurt am Main) ist ein deutscher Jurist und Rechtstheoretiker. Er ist Schüler von Dieter Simon. Rainer Maria Kiesow ist Herausgeber der Zeitschriften myops und Grief. Revue sur les mondes du droit.

## Leben
Rainer Maria Kiesow studierte von 1982 bis 1988 Rechtswissenschaften an der Goethe-Universität Frankfurt und an der Universität Paris II (Panthéon-Assas). Er wurde 1995 an der Universität Frankfurt promoviert. Von 1996 bis 2009 war er am Max-Planck-Institut für europäische Rechtsgeschichte beschäftigt. Seit Juni 2010 ist er Directeur d’études auf dem Lehrstuhl für „Die Ordnung des Rechts“ (L’ordre du droit) an der École des Hautes Études en Sciences Sociales in Paris. Seit 2013 ist er außerdem Professor für Theorie und Philosophie des Rechts an der Schweizer Universität Freiburg (Formation universitaire à distance).

## Schriften (Auswahl)
- Das Naturgesetz des Rechts, Frankfurt am Main 1997 (zugleich Dissertation).
- Das Alphabet des Rechts, Frankfurt am Main 2004.
- Kredite in der Risikogesellschaft. Immobilien(kapital)anlagen und Bankenhaftung, Berlin 2005.
- Die Tage der Juristen. Ein Charakterbild 1860–2010. Festschrift 150 Jahre Deutscher Juristentag, München 2010.
- L’unité du droit, Paris 2014.[4]
- Conseiller le législateur. Les débats sur la fabrique de la loi en Allemagne (1860–2010), Paris 2014.
- Verità e Giustizia. Foucault, Kafka, Kleist, Florenz 2015.
- Zwischen Gesetz und Urteil gibt es keine Hermeneutik. Oder wie 1912 die traditionellen Auslegungsmethoden ihr Ende fanden. In: Merkur 73 (Juli 2019), S. 19–30.

### Als Herausgeber und Übersetzer
- Carl Schmitt: Loi et jugement. Une enquête sur le problème de la pratique du droit, Paris 2019.